# Hugo Laspeyres
Hugo Laspeyres (Halle, 3 luglio 1836 – Bonn, 22 luglio 1913) è stato un mineralogista tedesco.
Studiò geologia, mineralogia e tecnica mineraria a Bonn, Berlino e Heidelberg. Nel 1870 divenne il primo professore di mineralogia e metallurgia della neonata Università Tecnica di Aquisgrana (Rheinisch-Westfälische Technische Hochschule Aachen). Nel 1884 passò all’Università di Kiel (Christian-Albrechts-Universität zu Kiel) e nel 1886 si trasferì all’Università di Bonn (Rheinische Friedrich-Wilhelms-Universität Bonn), dove rimase fino alla pensione (1906) e diresse il locale museo mineralogico fino al 1907. Divenne membro dell’Accademia Leopoldina nel 1882.